# Inspanningstachycardie
Inspanningstachycardie is de reactie van het lichaam op een grote of zware inspanning. Het slagvolume van het hart wordt vergroot en de hartslag verhoogd, omdat het lichaam in deze situatie meer zuurstof nodig heeft. Dat resulteert in een gezond hart dat tot wel zeven keer meer bloed kan rondpompen dan in rusttoestand. Tachycardie zonder directe uitwendige oorzaak wordt als hartaandoening gezien.